# Liga Peruana de Vóley Femenino 2025-26
La Liga Peruana de Vóley Femenino 2025-2026 será la vigésima cuarta edición de la principal competencia de voleibol femenino en el Perú y la segunda bajo esta denominación. El torneo, organizado por la Federación Peruana de Voleibol (FPV), contará por cuarto año consecutivo con doce equipos profesionales. El club campeón obtendrá la clasificación al Campeonato Sudamericano de Clubes de Voleibol Femenino 2027.

### Jugadoras extranjeras
- Última actualización: 7 de julio de 2025.

| Jugadoras extranjeras de la LPV 2025-2026 | Jugadoras extranjeras de la LPV 2025-2026 | Jugadoras extranjeras de la LPV 2025-2026 | Jugadoras extranjeras de la LPV 2025-2026 | Jugadoras extranjeras de la LPV 2025-2026 | Jugadoras extranjeras de la LPV 2025-2026 | Jugadoras extranjeras de la LPV 2025-2026 | Jugadoras extranjeras de la LPV 2025-2026 | Jugadoras extranjeras de la LPV 2025-2026 |
| N.º                                       | Clubes                                    | Extranjera 1                              | Extranjera 2                              | Extranjera 3                              | Extranjera 4                              | Extranjera 5                              | No jugaron en la temporada                | No jugaron en la temporada                |
| ----------------------------------------- | ----------------------------------------- | ----------------------------------------- | ----------------------------------------- | ----------------------------------------- | ----------------------------------------- | ----------------------------------------- | ----------------------------------------- | ----------------------------------------- |
| 1                                         | Regatas Lima                              | Katherin Ramírez                          | Darlevis Mosquera                         | Petra Schwartzman                         | Mary Claire Daubendiek                    | Bárbara Frangella                         |                                           |                                           |
| 2                                         | USMP                                      | Fernanda Tomé                             | Simone Scherer                            |                                           |                                           |                                           |                                           |                                           |
| 3                                         | Alianza Lima                              | Maëva Orlé                                | Maria Alejandra Marin                     | Elina Rodríguez                           | Yanlis Féliz                              | Aline Rodrigues                           | [[]]                                      |                                           |
| 4                                         | Géminis                                   | [[]]                                      | [[]]                                      | [[]]                                      |                                           |                                           |                                           |                                           |
| 5                                         | CS Italiano                               | Candela Díaz                              | Eugenia Nosach                            | Beatriz Lima                              | Julieta Holzmaisters                      |                                           |                                           |                                           |
| 6                                         | Universitario                             | Elis Bento                                | Mara Leão                                 | Maluh Oliveira                            | Angélica Malinverno                       |                                           |                                           |                                           |
| 7                                         | Rebaza Acosta                             | Natália Monteiro                          | [[]]                                      |                                           |                                           |                                           |                                           |                                           |
| 8                                         | Deportivo Soan                            | Talita Do Nascimento                      | Grace Kelly                               | Natalie Mitchem                           | Johanna Alcantara                         | [[]]                                      | [[]]                                      |                                           |
| 9                                         | Olva Latino                               | [[]]                                      | [[]]                                      | [[]]                                      | [[]]                                      | [[]]                                      |                                           |                                           |
| 10                                        | Kazoku No Perú                            | [[]]                                      | [[]]                                      | [[]]                                      | [[]]                                      |                                           |                                           |                                           |
| 11                                        | Deportivo Wanka                           | [[]]                                      | [[]]                                      | [[]]                                      | [[]]                                      |                                           |                                           |                                           |
| 12                                        | Club Atlético Atenea                      | [[]]                                      | [[]]                                      | [[]]                                      |                                           |                                           |                                           |                                           |